# Бараниха (мыс)
Бара́ниха — мыс на арктическом берегу Восточно-Сибирского моря, в устье реки Китепвеем. Расположен на территории Чаунского района Чукотского автономного округа.
Близ мыса находится бывшая метеорологическая станция Малая Бараниха. Для энергоснабжения аппаратуры станции использовалались три источника РИТЭГ. В 2000 году из-за неисправности установок произошло повышение радиационного фона в несколько раз. При этом доступ к объекту не был ограничен. К 2012 году неисправные РИТЭГи были вывезены на утилизацию.